# Solo patternowe
Solo patternowe (solówka patternowa, ang. wzór, szablon) – rodzaj gitarowej partii solowej, której zdecydowana większość opiera się na powtarzaniu danych dźwięków z dużą prędkością, często graną naprzemiennie kostkując (alternate picking) bądź używając tappingu. Używany głównie w muzyce heavymetalowej (thrash metal, melodic death metal), praktycznie zawsze z mocnym przesterem (distortion), aby zachować płynność dźwięku i stałą głośność wraz z dynamiką (pitch). 
Solówki patternowe są bardzo popularne jako pokazówki przed właściwym występem, ze względu na swoją łatwość w prezentacji - wymagają jedynie wyćwiczenia danego układu, który powtarzamy tyle razy ile chcemy - bardzo często używane głównie na koncertach przez Alexi Laiho z zespołu Children of Bodom. Przykładem solówki patternowej może być solo z Master of Puppets (pattern początkowy trwający od 5:42 do 5:46 oraz mniej widoczny, końcowy 5:59 do 6:01).